# گروه قومی-مذهبی

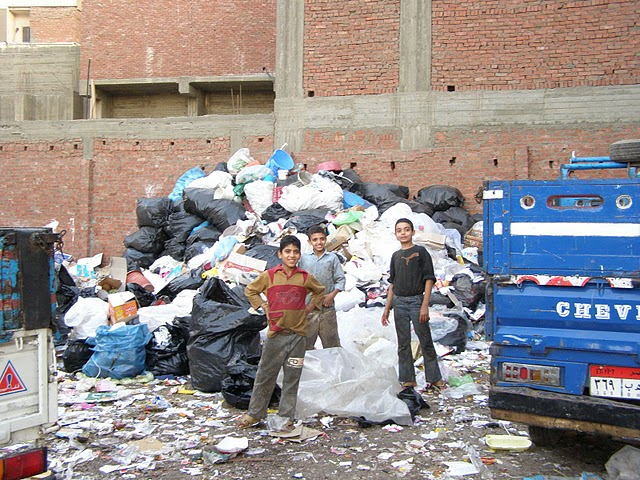
گروهی از پسران در روستای مقطم

گروه قومی‌مذهبی (انگلیسی: Ethnoreligious group) (یا گروه قومی-مذهبی) یک گروه بندی از مردمی هستند که به خاطر ریشه مشترک قومیت و دین، با هم متحد شده‌اند.
علاوه بر این، اصطلاح گروه قومی-مذهبی، به همراه گرو ه‌های قومی-منطقه ای و قومی-زبانی، زیر مجموعه ای از قومیت است و همچون مدرکی بر اعتقاد در فرهنگ و نیاکان مشترک، استفاده می‌شود.
با مضمونی جزئی تر، آنها به گروه‌هایی که از لحاظ تاریخی در سنت‌های قومی و مذهبی باهم مرتبط هستند گفته می‌شوند.

## ویژگی‌ها
عناصری که به عنوان ویژگی‌های گروه قومی‌مذهبی تعریف می‌شوند، «شخصیت اجتماعی، تجربه تاریخی و اعتقادات الهی» هستند.
پیدایش یک جامعهٔ بسته، با برگزیدن شیوهٔ درون‌همسری مطلق صورت می‌گیرد، که به طور خاص در ارتباط با جامعه است. این چیزی است که یک جامعهٔ قومی-مذهبی را از جوامع دیگر متمایز می‌کند، یا به عبارت دیگر، جامعه را از هر گروه دیگری جدا می‌کند.

## تعریف یک گروه قومی‌مذهبی
در حالت کلی، در جوامع قومی‌مذهبی هویت نژادی آنها نه فقط بوسیله میراث نیاکان ونه به‌طور صرف بر اساس وابستگی مذهبی توصیف می‌گردد که به‌طور معمول از طریق توصیف ترکیبی از هر دو آنها می‌باشد.